# 정무식
정무식(鄭茂植, 1924년~1988년 7월 15일)은 대한민국의 정치인이다. 제8·9대 국회의원을 지냈다.

## 학력
- 대한민국 육군사관학교 4기 졸업
- 국민대학교 법학과 학사
- 대한민국 육군보병학교 초등군사반 졸업
- 미국 육군보병학교 고등군사반 졸업
- 대한민국 육군대학 졸업
- 고려대학교 대학원 경제학과 경제학 석사
- 영남대학교 대학원 행정학과 행정학 석사

## 경력
- 중앙정보부국장및부장특별보좌역
- 육군준장예편
- 민주공화당경북제7지구당위원장
- 민주공화당농수산분과위원장
- 농수산위원장직무대리

## 역대 선거 결과
|  | 60.66% |

|  | 35.42% |

|  | 21.36% |